# ナビーフ・ビッリー

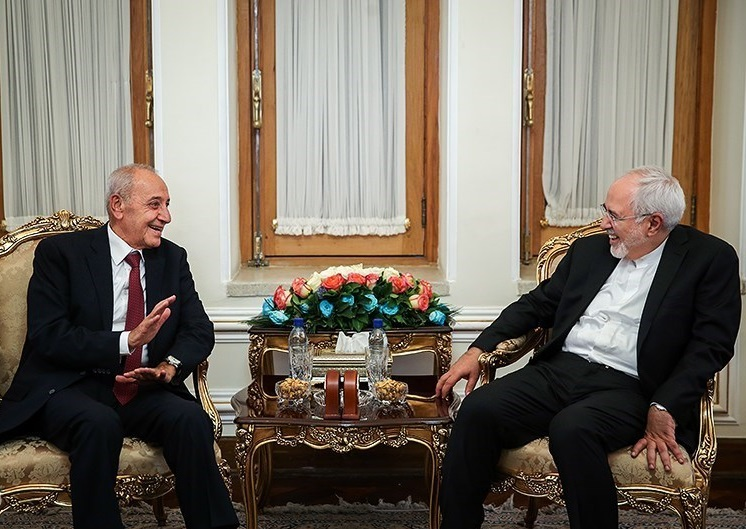
モハンマド・ジャヴァード・ザリーフイラン外相（右）との会談するビッリー（左）（2017年撮影）

ナビーフ・ムスタファ・ビッリー（アラビア語: نبيه مصطفى برّي, ラテン文字転写: Nabih Mustafa Berri、1938年1月28日 - ）は、レバノンの政治家、弁護士。1992年から30年以上に渡って、国民議会議長を務めている。党首格のアマル政治局議長及び発展開放連合議長を兼任している。
報道機関によっては「ナビハ・ベリ」、「ナビ・ベリ」という記述も見られる。また、ナビーフ・ベッリ、ナビーフ・ベッリーとも表記される。

## 略歴
ビッリーはシオラレオネ第2の都市・ボーでシーア派の商人の子として誕生。やがて、レバノン南部のティブニーン、アイン・エベルと移住を続けた。1963年にビッリーはレバノン大学で法学学士を取得し、控訴裁判所弁護士に就任。1963年、ビッリーはレバノン学生全国連合会長に就任し、政治活動を行ってきた。
1980年、ベリはアマル政治局議長に選出される。1982年にレバノン内戦でイリヤース・サルキース大統領率いる救国委員会の一員として政権を担うようになり、委員会には後の大統領となるバシール・ジェマイエルも含まれていた。ホメイニズム信奉者のフセイン・アル＝ムーサーウィはビッリー率いるアマルと衝突し、救国委員会の敵と見做されていたが、1990年に暗殺された。1984年にビッリーはインティファーダとなり、進歩社会党党首であったワリード・ジュンブラートと同盟を組み、時の大統領アミーン・ジェマイエルをレバノン軍と共に失脚させた。
ラシード・カラーミー政権下で法務大臣、サリーム・アル＝フス政権下で環境大臣、無任所大臣などを歴任。ビッリーはシリアの後ろ盾も得て、レバノン政府で最も影響力のある政治家となった。
1992年10月20日に出席議員の124票中、105票の賛成票を得て、国民議会議長に選出された。1996年から5度再選を重ね、世界で最も長く務めた立法府の議長となった。2014年、大統領欠員が起こった最初の政治危機ではビッリーが「キリスト教、イスラム教での権力分散は如何なる状況でも変化しない」とシーア派を代表して、声明を出した。
ビッリーは同じシーア派のイスラム主義組織ヒズボラと太いパイプを持ち、2024年のレバノン侵攻の際はイスラエルとヒズボラの停戦に向け、米国と調整を行った。2024年11月29日、3度目の大統領欠員があった際に議会を招集すると語り、1月9日に臨時開会を行うと声明を出した。2025年1月9日、大統領選挙で2年ぶりにジョゼフ・アウンが選出された。選出直後にアウンと握手を交わしている。